# Ever Francisco Hernández
Ever Francisco Hernández (* 11. Dezember 1958 in Santiago de María, Usulután), wegen seiner Schnelligkeit auch unter dem Spitznamen La Gacela (dt. Die Gazelle) bekannt, ist ein ehemaliger salvadorianischer Fußballspieler auf der Position eines Stürmers.

## Leben

### Verein
„La Gacela“ Hernández begann seine fußballerische Laufbahn im Nachwuchsbereich seines Heimatvereins CD Santiagueño, bei dem er 1975 auch seinen ersten Profivertrag erhielt. 1978 gelang ihm mit Santiagueño der Aufstieg in die Primera División. Nach einem beachtlichen vierten Platz in der ersten Erstliga-Saison 1978/79 gewann Hernández mit Santiagueño in der darauffolgenden Spielzeit 1979/80 zum ersten Mal die salvadorianische Fußballmeisterschaft. In der Saison 1980/81 erreichte Hernández mit seinem Verein die Finalspiele gegen Atlético Marte, die jedoch verloren wurden. Danach wurde in El Salvador die Meisterschaftsrunde auf das Kalenderjahr umgestellt und mit Santiagueño ging es von nun an bergab. Nach einem siebten Platz im Spieljahr 1981 belegte die Mannschaft 1982 den letzten Rang und stieg ab. Nach dem Abstieg wechselte der inzwischen zum Nationalspieler herangereifte Hernández zum Club Deportivo FAS, mit dem er 1983 Vizemeister hinter dem CD Águila wurde und 1984 erneut zu Meisterehren kam, als diesmal der CD Águila auf den zweiten Platz verwiesen wurde.

### Nationalmannschaft
Zwischen 1979 und 1985 absolvierte Hernández insgesamt 34 Einsätze für die salvadorianische Fußballnationalmannschaft, bei denen er 13 Tore schoss. Seinen wichtigsten Treffer, durch den er zu einem Nationalhelden avancierte, erzielte er am 6. November 1981 in einem Qualifikationsspiel zur Fußball-Weltmeisterschaft 1982 in Spanien. Denn sein Tor zum 1:0-Sieg gegen Mexiko bedeutete in der Schlussabrechnung, dass El Salvador an der Fußball-Weltmeisterschaft teilnahm und Mexiko sich nicht qualifizierte. Beim WM-Turnier bestritt Hernández das Auftaktspiel der Salvadorianer in der Vorrundengruppe 3 gegen Ungarn, das 1:10 endete und bis heute die höchste und einzige zweistellige Niederlage in der WM-Geschichte ist. 

### Sonstiges
Wegen des in seinem Heimatland tobenden salvadorianischen Bürgerkriegs emigrierte Hernández 1990 in die Vereinigten Staaten.

## Erfolge
- Salvadorianischer Meister: 1980 und 1984